# Сафонов, Георгий Александрович
Георгий Александрович Сафонов (1902—1984) — командир 256-го стрелкового полка 30-й стрелковой дивизии 9-й армии Южного фронта, генерал-майор. Герой Советского Союза (1942).

## Биография
Родился 23 апреля 1902 года в деревне Алексеевка Бобровского уезда (ныне — Панинский район Воронежской области) в крестьянской семье. Русский.
Образование начальное. Работал в городе Боброве Воронежской области на маслозаводе.
В Красной Армии с 1924 года. Член ВКП(б) с 1927 года. В 1927 году окончил Ленинградскую пехотную школу, в 1935 году — курсы «Выстрел».
Участник гражданской войны в Испании.
На фронтах Великой Отечественной войны с первых дней. 256-й стрелковый полк 30-й стрелковой дивизии под командованием полковника Г. А. Сафонова в ходе приграничных боёв на территории Молдавской ССР в районах деревень Скучень, Валя Русулай, села Петровское нанёс врагу значительный урон в живой силе и боевой технике.
23 июня 1941 года в районе населённого пункта Скучень обучал полковую школу на практике, на линии боестолкновений. В результате двух контратак, возглавленных им лично, школа захватила ряд военных трофеев, а он сам заколол штыком 2 офицеров и 12 солдат.
Обороняя днепровский плацдарм в районе Каховки, в боях за деревни Помпы и Любимовку в сентябре 1941 года 256-й полк в ходе отражения вражеских атак и собственных контратак вёл бои фактически за каждую улицу и каждый дом. 7 сентября с группой из пятнадцати бойцов полковник Г. А. Сафонов занял оборону на окраине деревни Любимовки и не пропустил врага в её глубину. Будучи раненым, продолжал управлять боем, и был эвакуирован в госпиталь только после второго ранения.
Указом Президиума Верховного Совета СССР «О присвоении звания Героя Советского Союза начальствующему и рядовому составу Красной Армии» от 27 марта 1942 года за «образцовое выполнение боевых заданий командования и проявленные при этом отвагу и геройство» удостоен звания Героя Советского Союза с вручением ордена Ленина и медали «Золотая Звезда» (№ 748).
Вскоре, в том же 1941 году, ему было присвоено воинское звание генерал-майор.
После войны продолжал службу в армии. В 1945–1951 годах был военным комиссаром Ростовской области.
С октября 1951 года в запасе. Жил в городе Ленинграде.
Скончался 10 ноября 1984 года, похоронен на Казанском кладбище в Пушкине.

## Память
В 2006 году в городе Боброве установлена мемориальная доска.

## Награды
- Награждён двумя орденами Ленина (27.03.1942, 1949), двумя орденами Красного Знамени (14.11.1938, 03.11.1944) и медалью «За победу над Германией в Великой Отечественной войне 1941—1945 гг.» (09.05.1945).